# 47 Ursae Majoris d
47 Ursae Majoris d est une exoplanète située à 46 années-lumière dans la constellation de la Grande Ourse. Elle fut découverte le 6 mars 2010. La planète tourne autour de son étoile-hôte en 38 ans, ce qui est, à ce jour, la plus longue période orbitale observée chez une exoplanète détectée par la méthode des vitesses radiales. Elle est située dans un système planétaire composé de trois planètes, dont elle est la plus éloignée de son étoile. Si son excentricité exacte n'est pas connue, les observations laissent à penser qu'elle serait faible ou modérée.

Système planétaire de 47 Ursae Majoris